# マクシム・バグダノビッチ
マクシム・バグダノビッチ（英語: Maksim Bahdanovich、ベラルーシ語: Максім Адамавіч Багдановіч、1891年11月27日（ユリウス暦 12月9日） – 1917年5月12日）は、ベラルーシの詩人、作家、文芸学者、翻訳家。

## 生涯
1891年　ミンスクに住む科学者の一家に生まれた。1892年フロドナに引越すことに伴って結核で母親が死亡。
1896年　父親のアダム・バグダノビッチと共にロシア帝国ニジニ・ノヴゴロド市に引越し、そこでベラルーシ語で詩を書き始めた。
1907年　デビュー小説「ミュジーカ」("Музыка")が「ナーシャ・ニーヴァ」("Наша Нiва")というベラルーシ語の週刊新聞で初めて公開された。
1908年　ヤロスラヴリに引っ越した。1911年にギムナジウムを卒業し、ヤロスラヴリ学院法学部に入学した。そこで影響力のあるベラルーシ人作家と知り合う。学校を通いながら新聞社で勤めていて、多数の作品がベラルーシにもロシアにも出版され続けていた。1914年初頭には初めての詩集「ヴャノック」("Вянок")がヴィリニュスで出版された。
1917年に結核の治療のためクリミアに転居したが、病状の悪化し同年5月12日にヤルタで亡くなった。

## ベラルーシ文学における地位
哲学的な思想や社会を始め、様々なテーマの詩を書き、ベラルーシ文学にとって新しい詩形を取り入れ、近代ベラルーシ語・近代ベラルーシ文学の作成者として呼ばれている最も有名な詩人の一人である。
作詞だけではなく、翻訳家としても活躍していた。ポール・ヴェルレーヌ、ハインリヒ・ハイネ、アレクサンドル・プーシキン、オウィディウス、ホラティウスなどの詩をベラルーシ語に翻訳し、ヤンカ・クパーラ、イヴァン・フランコ、タラス・シェフチェンコの作品をロシア語に翻訳した。

## 作品リスト
「ヴャノック」 詩集. ヴィリニュス, 1913.